# José Kanté
José Kanté Martínez, mais conhecido com José Kanté (Sabadell, 27 de setembro de 1990) é um ex-futebolista guineense que atuava como ponta. 